# Champsevraine
Champsevraine ist eine französische Gemeinde mit 721 Einwohnern (Stand 1. Januar 2022) im Département Haute-Marne in der Region Grand Est (vor 2016 Champagne-Ardenne); sie gehört zum Arrondissement Langres und zum Kanton Chalindrey.

## Geografie
Champsevraine liegt etwa 25 Kilometer südöstlich von Langres in einem Seitental des Salon. Das Gemeindegebiet wird vom Fluss Salon und seinem Zufluss Fayl durchquert. Umgeben wird Champsevraine von den Nachbargemeinden Chaudenay im Norden, Rougeux im Nordosten, Fayl-Billot im Osten, Poinson-lès-Fayl im Osten und Südosten, Genevrières im Südosten, Belmont, Saulles und Grenant im Süden, Coublanc im Südwesten, Rivières-le-Bois im Westen und Südwesten, Les Loges im Westen sowie Torcenay im Nordwesten.

## Geschichte
1972 wurde die Gemeinde Bussières-lès-Belmont mit Corgirnon zusammengelegt. Der Name rührt von einer Flurbezeichnung her, die sich in ungefährer Äquidistanz zu den beiden Ortschaften befindet.

## Bevölkerungsentwicklung
| Jahr                       | 1962 | 1968 | 1975 | 1982 | 1990 | 1999 | 2006 | 2011 | 2018 |
| Einwohner                  | 857  | 772  | 1007 | 1004 | 953  | 902  | 904  | 829  | 736  |
| Quellen: Cassini und INSEE |      |      |      |      |      |      |      |      |      |

## Sehenswürdigkeiten

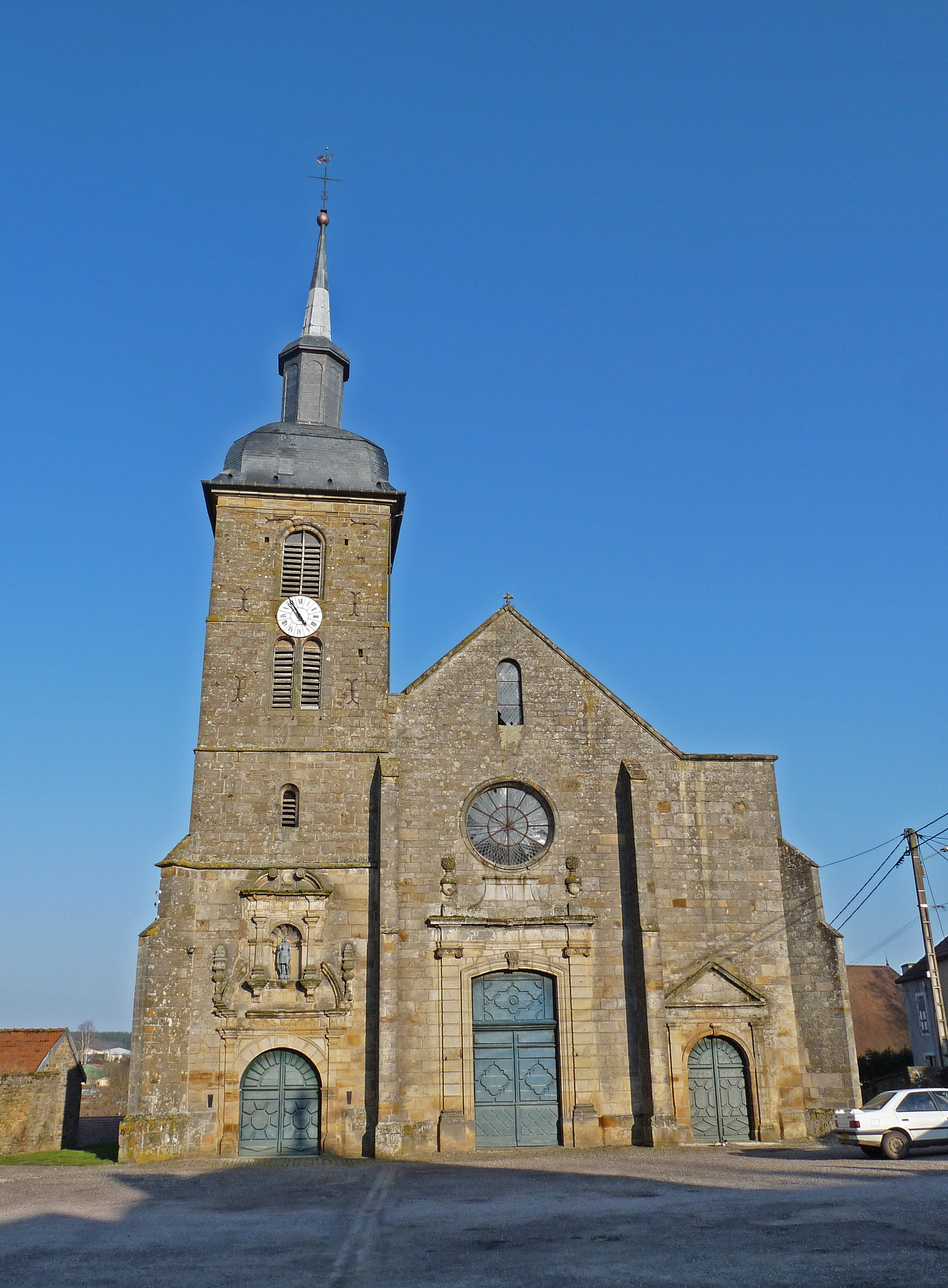
Kirche Saint-Maurice

- Kirche Saint-Maurice in Bussières-lès-Belmont aus dem 17. Jahrhundert, Chor und Westfassade seit 1926 als Monument historique eingeschrieben, Kapelle Sacré-Coeur seit 1929
- Kirche Saint-Léger in Corgirnon